# 辻けい
辻 けい（つじ けい、1953年 - ）は、日本の美術家、東北芸術工科大学元教授。

## 人物歴

### 年表
- 1953年、陶芸家の辻清明、辻協の娘として東京都に生まれる。
- 1977年、多摩美術大学美術学部デザイン科（染織専攻）を卒業。
- 1979年、多摩美術大学大学院美術研究科を修了。

## 出演番組
- 1990年  「工房探訪・つくる」『～辻 けい～  長崎五島列島　福江島でのインスタレーションまでのドキュメント』（NHK総合、教育）
- 1995年 ETV特集『～街をアートが駆けぬける～  辻けいのレポートによる東京青山「水の波紋」展』
- 1996年  「アジア染織紀行」  中国雲南省＜ハニ族の藍染め＞　フィリピン＜イフガオ族の原始布＞  （NHK、BS2、その他）
- 1998年  「アジア染織紀行」ネパール＜シェルパ族のヤク織物＞　ブータン＜ラディ村のラック染織＞ （NHK、BS2、その他）
- 1999年 課外授業ようこそ先輩『～発見　驚き！私だけの色～』
- 2002年 新日曜美術館『アートシーン　金津創作の森、野外作品の取材（森の精三人展）』、「人間ネットワーク」『森は芸術の源　　針生一郎氏　VS　辻 けい』（福井放送）